# Universidad Estatal de Westfield
La Universidad Estatal de Westfield (Westfield State University, Westfield State, WSU) es una universidad pública ubicada en Westfield, Massachusetts. Fue fundada en 1838 por Horace Mann como la primera universidad de Estados Unidos sin barreras de raza, género o clase social.
En 2013, WSU ocupó el cuarto lugar a nivel nacional según el U.S. News & World Report de entre los Mejores Programas en Línea. WSU ocupó también ese año el primer lugar del país en "Credenciales y Formación" y la undécima en "Servicios al Estudiante".

## Estudios y programas
Con programas de tiempo completo y tiempo parcial, entre sus títulos destacamos la Licenciatura en Artes (B. A.), Licenciatura en Ciencias (B. S.), Licenciatura en Trabajo Social (B. S. W.), Licenciatura en Educación Especial (B. S. E.), Maestría en Educación (M. Ed.), Maestría en Ciencias (M. S.), Maestría en Artes (M. A.), Maestría en Administración Pública (M. P. A.), Maestría en Trabajo Social (M. S. W.) y el nuevo grado de Estudios de Asistencia Médica (M. S.). En total, hay 31 carreras de grado y 43 combinaciones de doble grado.

### Acreditación
Westfield State University tiene estudios y programas acreditados por el Consejo Nacional para la Acreditación de la formación Docente (NCATE). Sus programas de Deporte están acreditados por la Comisión de Acreditación de Entrenamiento de Atletismo de la Educación (CAATE); los de Salud por la Comisión de Acreditación de Programas de Educación en Salud (CAAHEP) y el programa de Trabajo Social por el Consejo de Educación en Trabajo Social (CSWE). Su programa de música está acreditado por la Asociación Nacional de Escuelas de Música (NASM), mientras que el programa de Ciencias de la computación está acreditado por la Comisión de Acreditación de la Computación (CCA) y la Junta de Acreditación de Ingeniería y Tecnología (ABET). 